# 下所駅
下所駅（ハソえき、하소역）は、現在の朝鮮民主主義人民共和国江原道金化郡に存在した金剛山電気鉄道の駅（廃駅）である。金剛山電気鉄道のうち当駅以北は朝鮮民主主義人民共和国に属する。

## 歴史
- 1925年12月20日：下所里駅として開業[1]。
- 日時不明：下所駅に改称。
- 1950年：朝鮮戦争により廃止。